# Kompozycja ramowa
Kompozycja ramowa - kompozycja polegająca na umiejscowieniu przynajmniej dwóch narratorów w jednym utworze. Pierwszy narrator, najczęściej wszechwiedzący, otwiera i zamyka utwór, natomiast drugi (lub kolejny) narrator (najczęściej bohater) opowiada właściwą akcję utworu. Dzieje się tak m.in. w Jądrze Ciemności Josepha Conrada. Narratorów pobocznych może być wielu.
Najważniejszymi przykładami kompozycji ramowych są Opowieści tysiąca i jednej nocy, Dekameron Giovanniego Boccaccia i Opowieści kanterberyjskie Geoffreya Chaucera. Na sposób ramowy został skomponowany również poemat Pierścień i księga Roberta Browninga. Ze względu na dużą liczbę wplecionych w tok akcji anegdot do utworów ułożonych ramowo zaliczyć można Przygody dobrego wojaka Szwejka Jaroslava Haška.